# Park Národního probuzení
Park Národního probuzení je veřejná plocha v blízkosti Smetanova nábřeží na Starém Městě v Praze. Dominantou parku je Krannerova kašna.

## Historie
Park vznikl v souvislosti s úpravami Smetanova nábřeží v letech 1841–1845. Krannerova kašna byla v parku vybudována v letech 1845–1850, v roce 1919 z ní ale byla v atmosféře národního osvobození odstraněna socha císaře Františka I., jejíž kopie byla do kašny vrácena roku 2003 (originál sochy je umístěn v lapidáriu Národního muzea), a současně s novým umístěním sochy byla do kašny také znovu zavedena voda. V roce 1993 byl park rekonstruován,[zdroj⁠?!] v roce 1996 pak ohraničen litinovým zábradlím.

## Popis
Kašna se nachází asi uprostřed zelené plochy přibližně obdélníkového půdorysu, kolem kašny je oválná travnatá plocha a po stranách parku pak kruhové květinové záhony, v postranních částech pak vzrostlé stromy. Cesta, která obchází centrální travnatý ovál, je mlatovo-štěrková. V parku jsou na několika místech k dispozici lavičky. Vstup do areálu je možný dvěma brankami v litinovém oplocení.
Park je po celý rok přístupný veřejnosti, uzavírá se pouze v nočních hodinách. Park nabízí výhled na Pražský hrad.

## Galerie

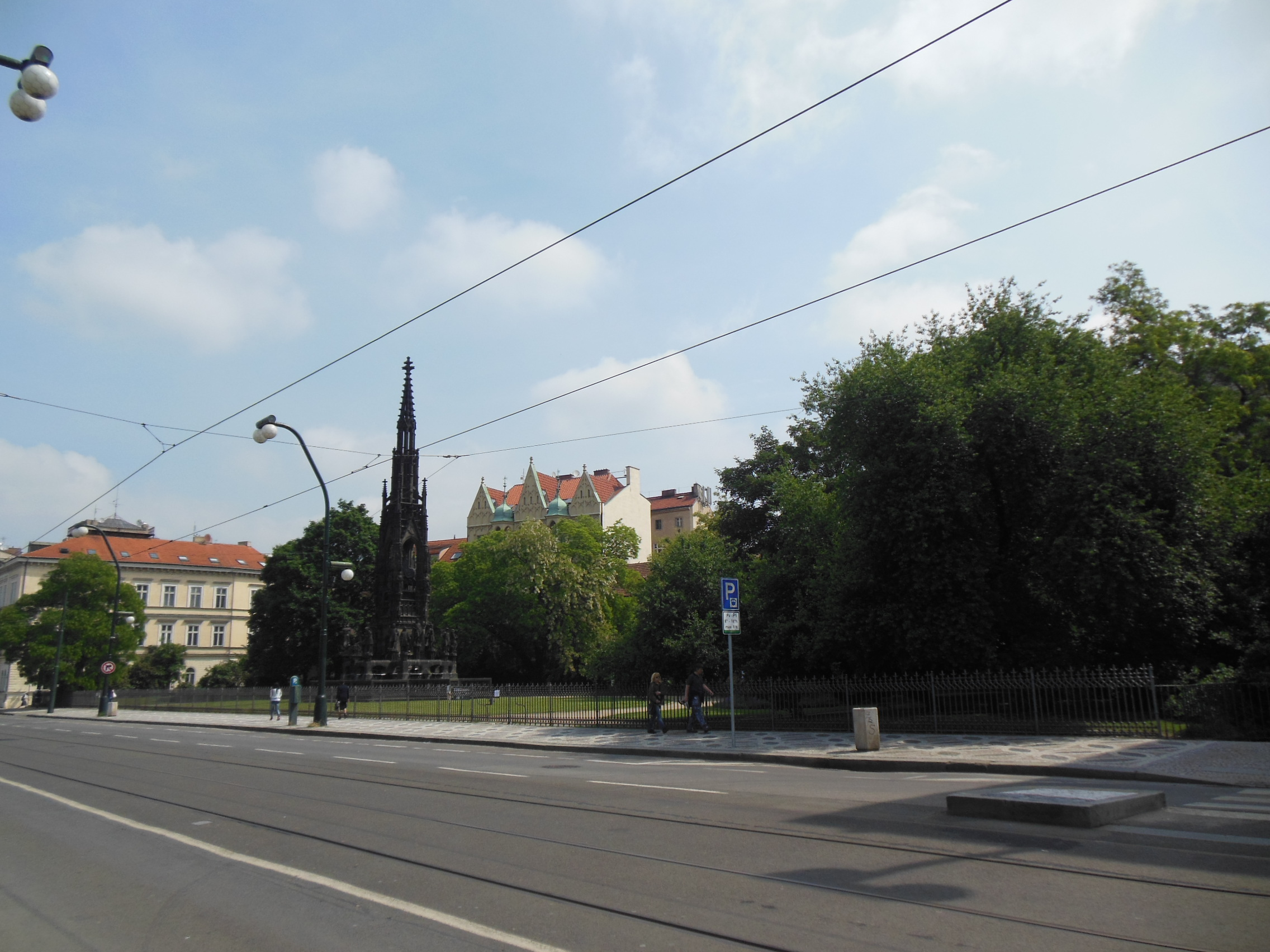
Celkový pohled na park
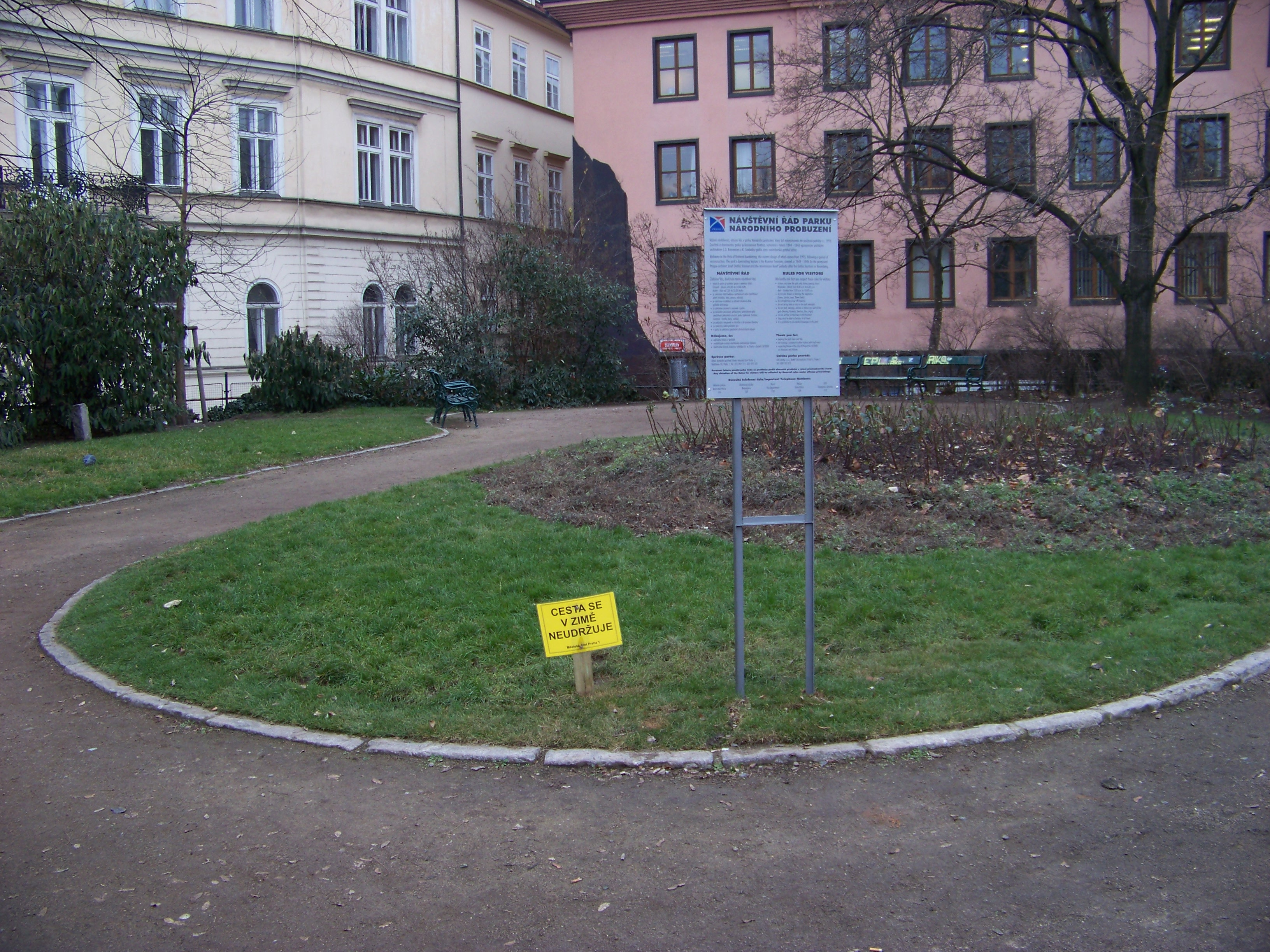
Pohled na květinový záhon
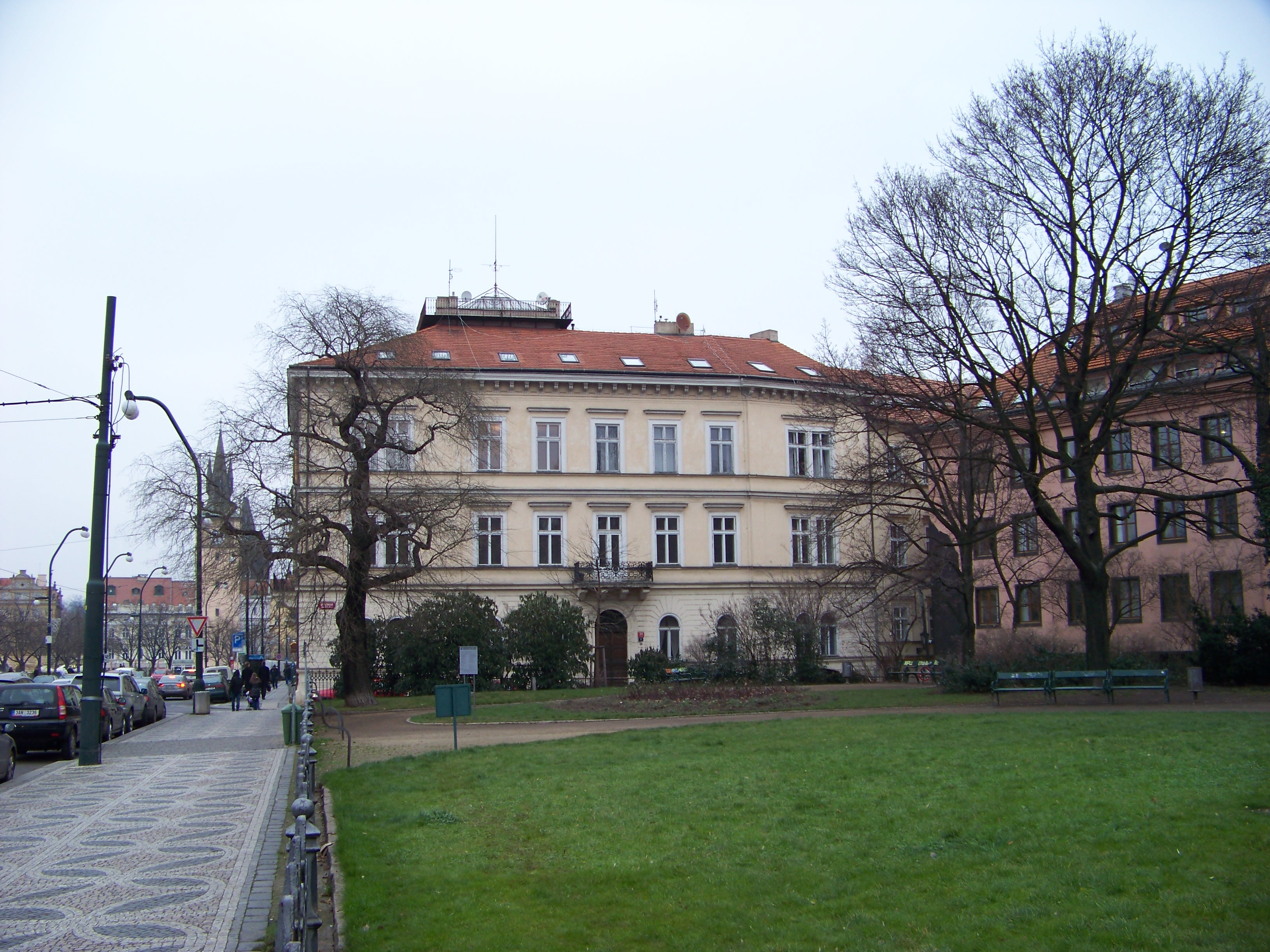
Domy v Divadelní ulici
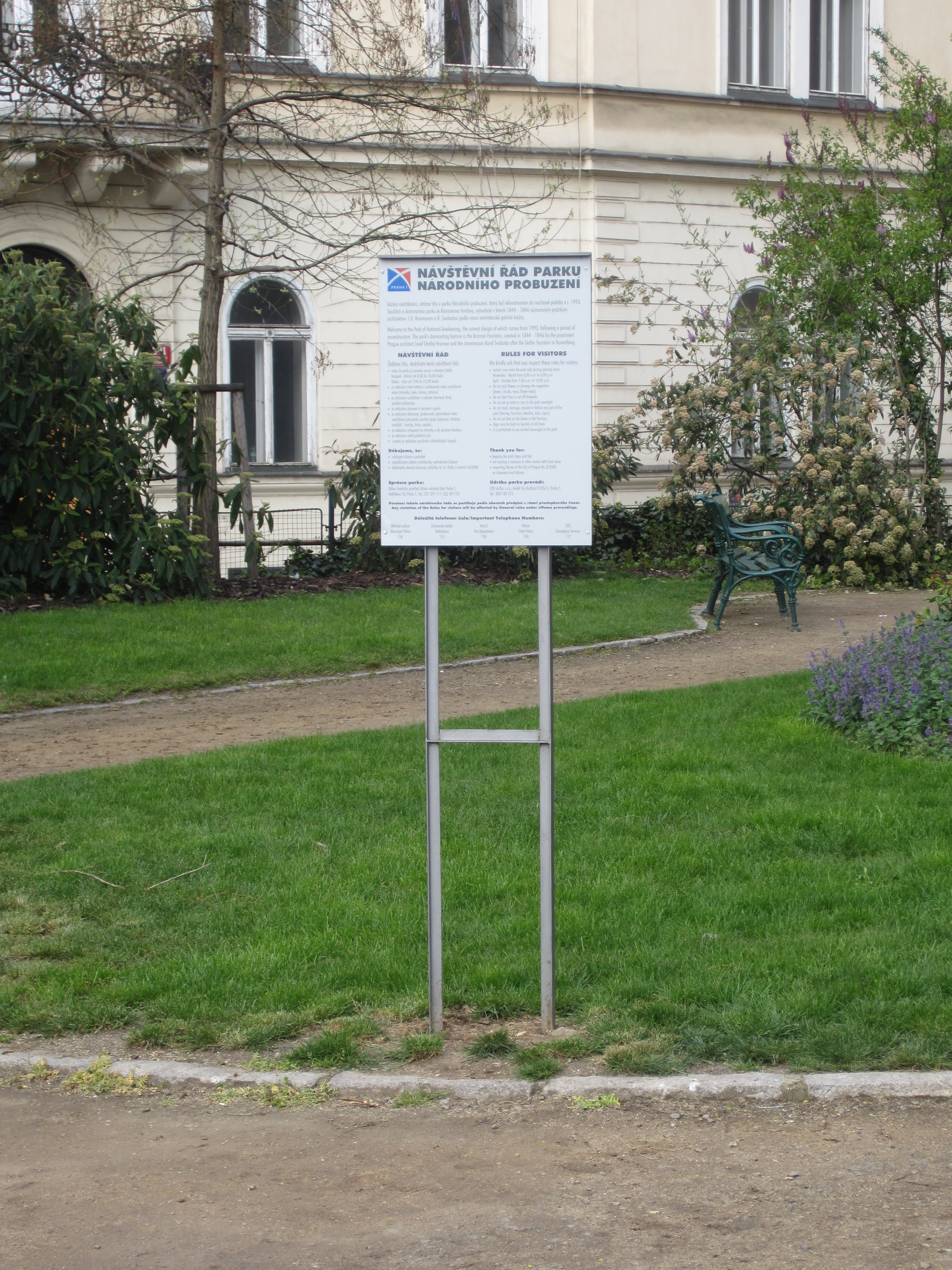
Návštěvní řád
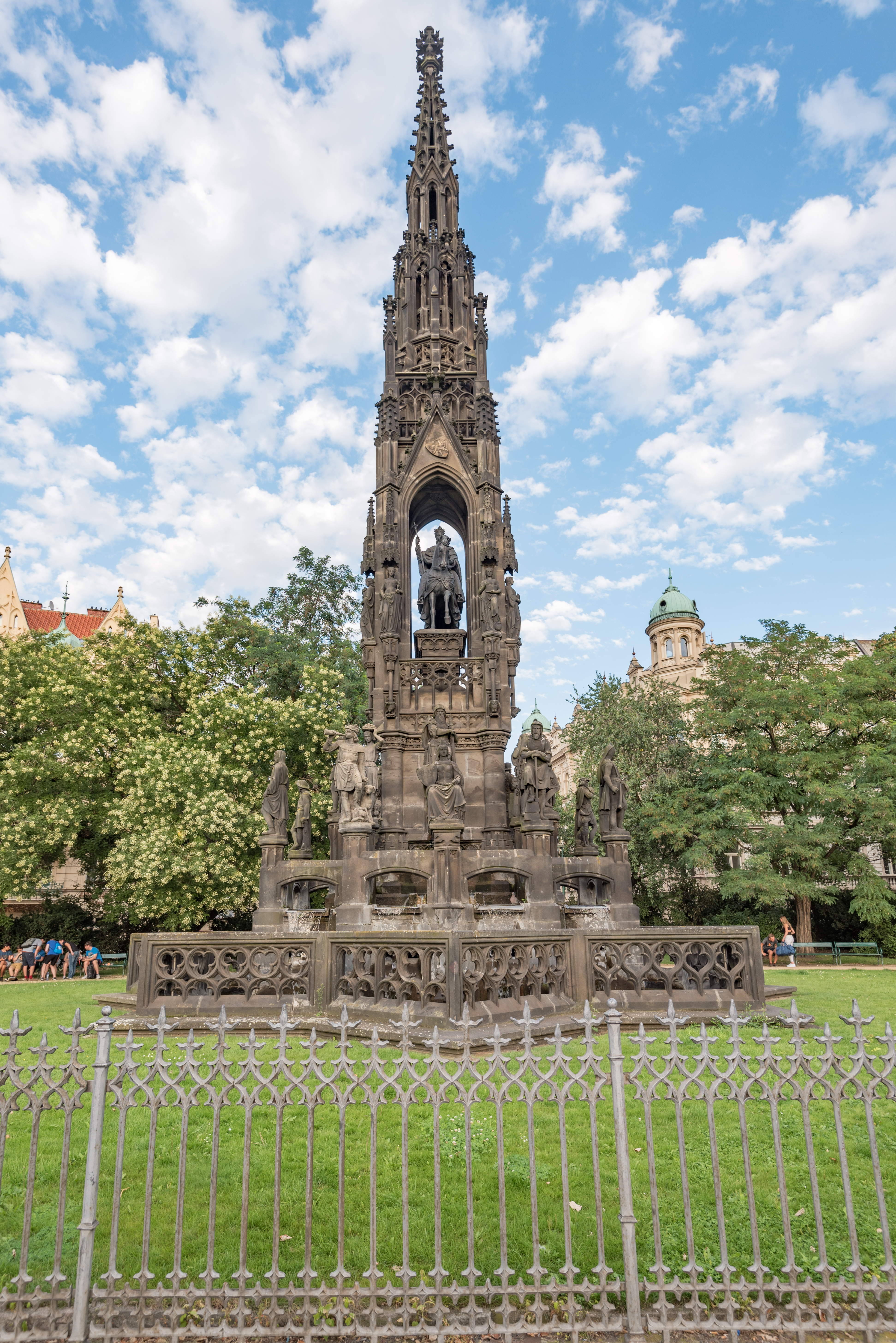
Krannerova kašna